# Daryl Peach
Daryl Peach (* 8. März 1972 in Castleford, West Yorkshire) ist ein englischer Poolbillardspieler. 

## Karriere
Seinen ersten größeren internationalen Erfolg konnte er 1995 mit dem Sieg der World Pool Masters feiern. Sein bisher größter Erfolg ist jedoch der Sieg der Weltmeisterschaft im 9-Ball-Poolbillard 2007. Gemeinsam mit Mark Gray zog er 2008 ins Finale des 3. World Cup of Pool ein, verlor dann jedoch gegen das Team USA. 
Auf der Euro-Tour hat er bislang vier Turniere gewonnen (2007 in Sindelfingen, 2009 in Porto, 2010 in Treviso und 2012 in Brandenburg). Bei der Poolbillard-Team-Weltmeisterschaft 2010 war er Teil des siegreichen englischen Quintetts.
Außerdem vertrat Europa bislang zweimal beim Mosconi Cup (1995 und 2007). Sein Spitzname in der Billardszene ist The Dazzler.
Ab der Saison 1991/92 spielte Peach fünf Jahre als Profi auf der Snooker Main Tour. Seine besten Ergebnisse waren dabei das Erreichen der Runde der letzten 128 beim Dubai Classic 1993 und beim Grand Prix 1994 sowie der Einzug in die siebte Qualifikationsrunde bei der Weltmeisterschaft 1993.